# Ischnopteris miseliata
Ischnopteris miseliata är en fjärilsart som beskrevs av Achille Guenée 1858. Ischnopteris miseliata ingår i släktet Ischnopteris och familjen mätare. Inga underarter finns listade i Catalogue of Life.